# Gerald Heard
Henry FitzGerald Heard, plus connu sous le nom de Gerald Heard, né le 6 octobre 1889 à Londres (Royaume-Uni) et mort le 14 août 1971 à Santa Monica (États-Unis) est un historien, écrivain scientifique, conférencier et philosophe américain d’origine britannique. Il se distingua par ses travaux érudits et son rôle de vulgarisateur, produisant une œuvre abondante comprenant de nombreux essais ainsi qu’une trentaine d’ouvrages.
Heard fut un penseur et un guide spirituel qui exerça une influence notable sur plusieurs personnalités marquantes des années 1940 aux années 1960. Parmi ses disciples et interlocuteurs figurent l’écrivain Aldous Huxley, le magnat de la presse Henry Luce, la femme de lettres et diplomate Clare Boothe Luce, ainsi que Bill Wilson, cofondateur des Alcooliques anonymes, dont il inspira certaines conceptions. Son œuvre, empreinte d’une quête de développement intérieur, contribua à préparer l’éclosion du mouvement de conscience élargie qui se diffusa en Occident à partir des années 1960.

## Biographie
Issu d’une lignée anglo-irlandaise, Heard naquit à Londres, bien qu’il eût passé la majeure partie de sa jeunesse en Irlande. Son père, un pasteur au caractère inconstant, avait recours aux châtiments corporels pour discipliner son fils. En revanche, sa belle-mère — seconde épouse du père — lui témoignait une bienveillance marquée.
En raison de son esprit curieux et de son inclination précoce pour les sciences, Heard développa, dès l’âge de huit ans, un scepticisme croissant à l’égard du christianisme conventionnel de ses aïeux — processus qui s’acheva vers ses seize ans. Il poursuivit des études d’histoire et de théologie au Gonville and Caius College de Cambridge, où il obtint son diplôme avec distinction.
À l’âge de vingt-quatre ans, il fut nommé secrétaire littéraire de William Snowdon Robson. Après avoir exercé diverses fonctions, il enseigna de 1926 à 1929 dans le cadre des cours extra-muros de l’Université d’Oxford. Heard manifesta un vif intérêt pour les avancées scientifiques et, en 1929, assuma la direction éditoriale de The Realist, une éphémère revue mensuelle consacrée à l’humanisme scientifique, bénéficiant du soutien de figures telles que H. G. Wells, Arnold Bennett, Julian Huxley et Aldous Huxley. Dès 1927, il donna des conférences à la South Place Ethical Society. Au cours des années 1930, il devint le premier commentateur scientifique attitré de la BBC. 
Dans sa jeunesse, Gerald Heard œuvra au sein du mouvement coopératif agricole en Irlande. Entre les années 1920 et le début des années 1930, il occupa la fonction de secrétaire particulier de Sir Horace Plunkett, fondateur dudit mouvement, qui passa ses dernières années à Weybridge, dans le Surrey. Naomi Mitchison, qui portait une grande estime à Plunkett et entretenait une amitié avec Heard, évoqua cette période en ces termes : « H. P., comme nous le nommions, était alors affaibli et souvent souffrant, mais s’efforçait néanmoins de poursuivre l’œuvre à laquelle il avait voué sa vie. Heard, qui l’assistait avec constance, s’excusa un jour d’avoir brusquement quitté un dîner, H. P. étant subitement terrassé par la fatigue. » Vers le milieu des années 1920, Heard entama une relation sentimentale avec Christopher Wood, jeune héritier d’une fortune acquise dans le commerce de l’épicerie, avec lequel il vécut à Londres. Toutefois, vers 1935, il se déclara célibataire, bien qu’il continua de cohabiter par intermittence avec Wood jusqu’aux années 1950.  
Horace Plunkett détenait des propriétés foncières dans les États américains du Nebraska et du Wyoming. Par disposition testamentaire, il légua une partie de ces biens à Heard.

### Carrière
Gerald Heard entama sa carrière d’écrivain en 1924, mais c’est la parution de The Ascent of Humanity en 1929, couronné par le prix Hertz de la British Academy, qui consacra sa renommée. De 1930 à 1934, il officia comme commentateur scientifique et politique pour la BBC. Par ailleurs, il siégea au conseil de la Society for Psychical Research de 1932 à 1942.
En 1931, Gerald Heard constitua un cercle de réflexion informel afin d'étudier les mécanismes de la dynamique collective et des communications de groupe. Cette assemblée, composée en partie d'ingénieurs ultérieurement associés aux premiers développements de l'informatique, fut désignée sous le nom d'Engineers Study Group. La romancière et essayiste Naomi Mitchison figurait également parmi ses membres actifs.
Après 1936, Heard se distancia de Mitchison en raison de son soutien public aux républicains durant la guerre civile espagnole et de ses efforts, conjointement avec d'autres membres de leur cercle, pour acheminer des armes à l'Espagne républicaine. Dans sa dernière missive adressée à Mitchison, Heard manifesta sa compassion envers les victimes du conflit, tout en assimilant l'engagement partisan dans une guerre à « des parents d'un malade atteint d'une affection mortelle, persuadés qu'un simple praticien pourrait le sauver (...) Je tiens pour certain que la civilisation suit une voie funeste, et les palliatifs ordinaires ne font qu'en accélérer le déclin. » 
Pendant cette période, Gerald Heard contribua modestement au développement de la Peace Pledge Union. Il acquit une certaine notoriété en tant qu’apôtre du pacifisme, prônant la transformation des comportements par la méditation et une « non-violence disciplinée ». En 1937, il s’établit aux États-Unis afin d’y donner une série de conférences à l’Université Duke. Il était accompagné d’Aldous Huxley, de son épouse Maria et de leur fils Matthew Huxley. Sur le sol américain, Heard consacra l’essentiel de ses activités à l’écriture, aux exposés publics et à des interventions ponctuelles à la radio ou à la télévision. Il cultiva une image d’intellectuel érudit, pour qui histoire, science, littérature et théologie ne constituaient nullement des domaines antagonistes.
Bien qu’il eût enseigné à l’université Duke, Heard déclina la proposition qui lui était faite d’y occuper un poste et se dirigea vers l’Ouest pour s’établir en Californie. Il y collabora alors avec la Société des Amis ainsi qu’avec le Pacific Coast Institute of International Affairs, œuvrant dans le domaine des relations internationales. 
Heard fut le premier d’un cercle d’intellectuels — parmi lesquels plusieurs de ses compatriotes britanniques, tels Christopher Isherwood — à rencontrer Swami Prabhavananda et à s’initier au Vedanta. À l’instar de son ami Aldous Huxley, également membre de ce groupe, Heard développa une conception selon laquelle l’être humain peut orienter délibérément l’évolution de sa conscience. Il observa durant de longues années une discipline rigoureuse de méditation, s’inscrivant dans la tradition du yoga. Par ailleurs, il manifesta un vif intérêt pour la parapsychologie et adhéra à la Society for Psychical Research.
Heard estima que le principal défi consistait à « résoudre la difficulté de laisser advenir un libre afflux de compréhension par-delà les bornes de l’expérience quotidienne, tout en maintenant une lucidité intacte ». En 1942, il fonda le Trabuco College, institution dédiée à l’étude comparée des religions et des pratiques spirituelles. Ce lieu se voulait un centre de formation coopératif axé sur le développement intérieur. Doté d’une indépendance financière grâce aux héritages successifs de Horace Plunkett et de sa propre famille, Heard consacra une partie de ces ressources à la concrétisation de ce projet ambitieux. L’entreprise, empreinte d’idéalisme, exigeait un domaine étendu ; il acquit ainsi 300 acres (environ 120 hectares) dans le Trabuco Canyon, au cœur des monts Santa Ana. 
Heard, bien qu’incarnant alors une figure de sagesse au sein de la communauté, ne possédait ni les qualités d’un administrateur ni celles d’un organisateur. Ces fonctions furent assumées par Felix Greene, neveu de l’écrivain Christopher Isherwood. Si Greene se consacra par la suite au journalisme et au cinéma, il joua un rôle déterminant dans la conception architecturale et l’aménagement du domaine lors de la fondation de Trabuco College. Son départ, suivi de son mariage, marqua un déclin progressif dans la gestion pratique de l’établissement. Heard, ne pouvant en assurer la pérennité, céda finalement les terrains et les bâtiments à la Vedanta Society of Southern California. Aujourd’hui encore, le site est utilisé comme monastère et lieu de retraite spirituelle dédié à Râmakrishna.
Au milieu des années 1950, Heard fut invité à intervenir en tant que conférencier lors des séminaires Sequoia, organisés par Emilia et Harold Rathbun, ce dernier titulaire d’un doctorat. Ces rencontres, considérées comme l’un des précurseurs de l’Institut Esalen. 

### Prise de psychédéliques
En 1954, Gerald Heard expérimenta la mescaline, puis, l’année suivante, le LSD. Il considérait que ces substances, employées à bon escient, pouvaient présenter un potentiel considérable pour élargir les facultés cognitives de l’individu, en lui permettant de transcender les limites de son moi.
En août 1956, Bill Wilson, cofondateur des Alcooliques Anonymes, fit l’expérience du LSD pour la première fois sous la supervision de Gerald Heard, en présence du psychiatre Sidney Cohen, alors en poste au California Veterans Administration Hospital. Selon Wilson, cette séance lui permit de revivre une expérience spirituelle spontanée survenue des années auparavant, laquelle avait joué un rôle déterminant dans son sevrage alcoolique. À la fin des années 1950, Heard et Cohen collaborèrent afin d’initier d’autres personnalités à cette substance, parmi lesquelles le cinéaste John Huston et l’animateur Steve Allen. Fort de ces observations, Heard développa une conception nuancée des psychédéliques, considérant que les intuitions et les extases qu’ils suscitent demeurent, dans les cas les plus favorables, des états transitoires. L’écrivain religieux Don Lattin (en) rapporta ainsi sa position : « Le LSD pouvait donner accès aux grands mystères, mais il n’apportait pas de réponse immédiate. »  
Heard fut également à l’origine de la rencontre entre Huston Smith, alors peu connu, et Aldous Huxley. Par la suite, Smith s’imposa comme l’un des plus éminents spécialistes en sciences religieuses aux États-Unis. Son ouvrage The World's Religions, devenu un classique du domaine, s’écoula à plus de deux millions d’exemplaires et demeure une référence pour l’étude des religions comparées. Cette introduction à Huxley conduisit, in fine, Smith à entretenir une brève relation avec Timothy Leary.

### Cinq âges de l'homme
Les cinq âges de l'homme (1964), considéré par certains comme l'œuvre majeure de Gerald Heard, expose une théorie des stades de développement humain. Une seconde édition, rebaptisée Les cinq âges de l'humanité, a ultérieurement paru. Selon Heard, les sociétés industrialisées de son temps – particulièrement en Occident – se caractérisent par le quatrième âge, dit « humanique », dominé par « l’individu total ». Ce stade se définit par une prééminence de la raison et un sentiment d’autonomie, marqué par une séparation d’avec autrui. Heard décrit ainsi cette phase (p. 226) :
« Le concept humaniste fondamental y repose sur une humanité foncièrement égocentrique, car entièrement individualisée en êtres distincts, incapables de connaître directement les peines et les joies d’autrui, n’en percevant que faiblement les sentiments. Une telle race d’animaux ingénieux, chacun apte à discerner et poursuivre son propre intérêt, ne peut être maintenue en cohésion que par un appel à ses avantages particuliers. » 
Dans les sociétés industrielles modernes, un individu, particulièrement s’il est instruit, peut accéder dès l’adolescence aux prémices de ce que l’on nomme la « première maturité » — phase initiale du développement de « l’individu total ». Toutefois, selon le psychologue Gerald Heard, une cinquième étape émerge progressivement, marquant l’avènement d’une phase post-individuelle tant sur le plan psychologique que culturel. Cette évolution désignerait un dépassement des critères traditionnels de l’épanouissement personnel, tels que la réussite sociale, la prospérité matérielle ou la jouissance des plaisirs terrestres, pour atteindre une « seconde maturité » plus transcendante.  
Heard désigna sous le vocable d’Homme leptoïde — du grec lepsis, signifiant « saut » ou « bond » — une phase hypothétique de l’évolution psychique humaine, correspondant à un état dans lequel l’individu se trouverait convié, pour ainsi dire, à sauter vers une conscience notablement dilatée. Cette étape se caractériserait par l’intégration harmonieuse des diverses strates de la psyché, sans refoulement, ni clivage, ni étrangeté interne. Il ne s’agirait plus d’un simple ajustement du moi aux normes sociales ou biologiques, tel que l’envisagèrent Freud ou d’autres théoriciens de la maturité individuelle, mais d’un dépassement de cette condition en direction d’un état que certains qualifieraient de seconde maturité, voire de plénitude sapientielle. Dans une société idoine — laquelle reconnaîtrait et favoriserait un tel stade de développement — les sujets parvenus à cette seconde maturité seraient honorés, soutenus et pourvus d’un rôle fonctionnel, non point comme des êtres marginaux, mais comme des personnes aptes à dénouer leurs propres apories intérieures et à dissoudre les nœuds psychiques rémanents. Ces individus, désormais affranchis de leur conflictualité intérieure, pourraient dès lors incarner une forme contemporaine de la figure du sage, analogue, mutatis mutandis, aux mystiques ou philosophes contemplatifs des âges révolus. Heard, usant d’une métaphore géographique, suggérait que cette transformation n’impliquait nullement une discontinuité radicale, mais plutôt une reconnexion avec une unité sous-jacente : « vous remarquez qu’il n’y a pas ces séparations… nous faisons partie d’un seul continent, il se rencontre sous l’eau. » Il sous-entendait par là que les cloisonnements apparents de la conscience ne sont que superficiels, et que l’unité psychique réside dans des strates plus profondes, naguère immergées, désormais accessibles. 
Sur le plan collectif et culturel, la société demeure dans une phase de transition, sans toutefois parvenir à définir une identité dépassant le stade super-individualiste et humaniste de la quatrième phase. Les analyses de Gerald Heard soulignaient les risques liés aux évolutions déséquilibrées de la civilisation, ainsi qu’aux finalités inadaptées assignées à la puissance technologique. Dans ses écrits, il observait : « Nous avons conscience de notre déséquilibre précaire : d’une production toujours accrue de puissance technique, face à l’indigence de nos objectifs ; d’une capacité critique exacerbée, mais d’une créativité défaillante ; d’une éducation technicienne triomphante, mais d’une formation déficiente quant aux valeurs, au sens, à l’affermissement de la volonté, à l’élévation de l’âme et à l’illumination de l’esprit. »  
En mai 2023, une version révisée et augmentée de l'ouvrage The Five Ages of Man de Heard fut rééditée sous un titre modifié : The Five Ages of Humanity.

### Mort
Vers l’ultime période de son existence, Heard bénéficia d’un subside gracieux octroyé par Henry Luce et son épouse, Clare Boothe Luce. Il s’éteignit le 14 août 1971, en sa demeure sise à Santa Monica, en Californie, des suites de plusieurs affections cérébro-vasculaires dont les premières manifestations remontaient à l’an de grâce 1966. Conformément à sa volonté expresse, aucune cérémonie funèbre ne fut célébrée. Sa dépouille mortelle fut remise au Willed Body Program du centre hospitalo-universitaire de l’UCLA, aux fins d’étude et de recherche médicale. 

## Héritage
La doctrine spéculative de Gerald Heard, ainsi que les spéculations ultérieures de sa pensée durant ses dernières années, exercèrent une influence notable sur Myron Stolaroff, ingénieur électricien de formation, lequel institua en l’an 1961 l’Institute for Advanced Study, sis à Menlo Park, en Californie. Le Trabuco College, tout comme les doctrines philosophiques professées par Heard, contribuèrent pareillement, et de manière significative, à la genèse de l’Institut Esalen. Michael Murphy et Richard « Dick » Price, fondateurs dudit institut, commencèrent à y convoquer, dès 1962, diverses assises, colloques et entretiens dans la région de Big Sur. À ces rencontres, Heard fut convié à maintes reprises, en qualité de disert intervenant. La fondation officielle de l’Institut Esalen advint en 1964, sous l’impulsion conjointe des susnommés. L’Institut devint dès lors, en quelque manière, le paradigme et l’esquisse d’un genre nouveau de retraites spirituelles et de centres de culture intérieure, lesquels participèrent à l’essor du mouvement du potentiel humain. 
La comédie musicale Flying Over Sunset, œuvre de James Lapine présentée à Broadway, met en scène un personnage nommé « Gerald Heard », directement inspiré de la figure historique du même nom. Interprété par Robert Sella lors de la création new-yorkaise en décembre 2021, ce rôle s’inscrit dans une distribution où figurent également des incarnations fictives de personnalités notoires : Cary Grant, Aldous Huxley et Clare Boothe Luce. Ces derniers, connus pour avoir expérimenté à plusieurs reprises le LSD dans la réalité, sont dépeints dans la pièce – située dans les années 1950 – aux prises avec des tourments intérieurs persistants. L’intrigue atteint son essence au cours du deuxième acte, lorsque les trois protagonistes, sous la conduite de Gerald Heard en tant que guide, vivent une expérience collective sous l’emprise de cette substance psychotrope. La production, cependant, fut marquée par une clôture anticipée en raison des contraintes sanitaires liées à la pandémie de COVID-19. 

## Livres de fiction
Sous l’enseigne de H. F. Heard, il fit paraître plusieurs œuvres de fiction, dont une triade de récits policiers mettant en scène un personnage nommé M. Mycroft, figure que l’on présume être une réinvention du célèbre Sherlock Holmes, retiré désormais du tumulte londonien. Ce personnage, accompagné de son interlocuteur régulier, M. Silchester, apparaît successivement dans trois ouvrages : A Taste for Honey (1941), qui fut adapté à la télévision en 1955 sous le titre Sting of Death, puis transposé au cinéma en 1967 sous l’appellation The Deadly Bees ; Reply Paid ; et enfin The Notched Hairpin. Outre ces récits à énigmes, H. F. Heard publia également deux recueils de contes, d’essence hybride, mêlant science conjecturale et récits d’apparitions : The Great Fog and Other Weird Stories (Le Grand Brouillard et autres contes étranges) et The Lost Cavern and Other Fantastical Tales (La Caverne perdue et autres contes fantastiques). Ces anthologies, qui s’inscrivent dans la tradition du conte d’étrangeté, furent qualifiées par le compilateur Hugh Lamb de « deux fort estimables recueils de nouvelles ». Par ailleurs, l’auteur s’aventura dans le registre du thriller occulte avec The Black Fox, récit mettant en exergue les pratiques de magie ténébreuse. Il composa également Doppelgangers, roman conjectural aux accents dystopiques, fortement tributaire de Brave New World d’Aldous Huxley, et situé dans une époque postérieure à ce que l’auteur nomme la « Révolution psychologique ». Le critique Anthony Boucher, s’exprimant dans une recension désormais ancienne, qualifia Doppelgangers d’« œuvre de fiction spéculative remarquable tant par sa tournure que par l’ingéniosité de ses prémices, digne, à maints égards, des fulgurances de l’âge d’or représenté par M. P. Shiel ». 